# Occultocythereis angusta
Occultocythereis angusta is een mosselkreeftjessoort uit de familie van de Trachyleberididae. De wetenschappelijke naam van de soort is voor het eerst geldig gepubliceerd in 1963 door Bold.